# Борис Дали
Борислав Орлинов Делибалтов, с артистичното име Борис Дали, е български попфолк и фолклорен изпълнител и актьор.

## Биография
Борис Дали е роден на 24 март 1982 година в град Бобов дол. Любовта към музиката наследява от баща си, който е бивш акордеонист. Първите му стъпки в музиката е като свири на акордеон в самодеен танцов ансамбъл в Бобов дол, а по-късно се изявява и като певец в оркестър, паралелно с което започнва да свири и на синтезатор. Мотоциклетите са му хоби. Любимите му изпълнители са Преслава, Мирослав Илич, Ивана и Глория. Девизът му е „Ако не опиташ, как ще успееш?!“ През 2007 г. става общински съветник на град Бобов дол. Борис Дали има и висше образование с профил Стопанско управление. В началото на кариерата му се ражда първият син на Борис Дали и съпругата му Лили – Краси. През 2013 г. се ражда вторият им син, който носи името Константин.

## Филмография

### Кино
Цената на властта (2023) – политически трилър, режисиран от Исидор Карадимов. Борис Дали изпълнява една от ключовите роли – Георгиев, мълчалив, но влиятелен играч в политическата мрежа, разкъсван между лоялност и морална отговорност. Неговият герой постепенно преминава през вътрешен конфликт, докато тайните на властта се разкриват. Филмът поставя акцент върху корупцията, интригите и моралната цена на успеха. Сред актьорите са Димитър Ковачев – Фънки (в ролята на премиера Ангелов), Камен Воденичаров (Горан), Тончо Токмакчиев (Стефанов), Йордан Караджов (Стоилов старши), Диана Любенова, Китодар Тодоров и други. Премиерата се състои на 1 декември 2023 г. Разпространение: BTV Studios.
Фабрика за кокошки (2024) – романтична комедия, в която Борис Дали играе д-р Трендафилов – самотен ветеринарен лекар, който получава неочаквано наследство с условие: да се ожени в рамките на 24 часа. В този забавен сюжет се преплитат комедия на ситуациите, романтика и социална ирония. Главната женска роля е поверена на Юлия Порязова, а в поддържащите роли участват Арти, Велизар Соколов – Заки, Рене Николова и Димитър Стоименов. Филмът е режисиран от Исидор Карадимов и е с премиера на 21 декември 2024 г.

## Музикална кариера

### 2005 – 08: Началото и първите успехи:„Пак съм сам“и„В центъра на купона“
2005 г. Борис Дали участва на кастинга „Планета търси суперзвезда“, където изпълнява песни от репертоара на Милко Калайджиев, Коста Марков, Люси и Магапаса. В края на годината Борис Дали става част от голямото семейство на музикална компания Пайнер.
2006 г. Първият видеоклип, който представя за годината, е „Пиян“. Следващата песен, която представя, е „Жица, жица“. Успява да реализира два дуета: „Дай ми златен пръстен“ – с певицата Биляна и „Майка Индия“ – с Галена. През пролетта излиза песента „Жена без грях“. В разгара на лятото Борис Дали и Преслава представят първото си дуетно парче, озаглавено „Първи в сърцето“. Певецът се изявява на турнето „Планета Прима“ 2006 (Благоевград). След него е пуснато парчето „Така ще те целуна“. Борис Дали успява да реализира още 2 клипа към песните: „Пак съм сам“ – която е балада и бързото парче – „Лъжеш“. На 2 октомври излиза дебютният албум на Борис Дали, озаглавен Пак съм сам, който е представен официално с промоция. Певецът е включил 5 нови песни в албума – „Супер компания“, „Моля се“, „Утре ми се обади“, „Познавачка“ и „Кажи ми“.
2007 г. През пролетта Борис Дали и Галена представят видеоклип, към песента „Намерих те“. В разгара на лятото певецът представя две песни: „Моя си“ – с видеоклип и „Истинска си“. Певецът се изявява на турнето „Планета Дерби“ 2007 за втори път. Веднага след турнето на екран излиза песента „Как обичам“. През есента певецът представя две песни: баладата – „Старата ти снимка“ и „Всяка нощ“ – дует с Галена. Борис Дали финализира годината с парчето „Нямам нищо“.
2008 г. През пролетта Борис Дали представя песента „Изневяра“. През лятото певецът представя 4 песни: „Празна е душата“, „В центъра на купона“, „Веднъж обичам“, „Най-добрите сме“. Певецът се изявява на турнето „Планета Плюс Дерби“ 2008 за трети път. Веднага след като приключва турнето излиза вторият самостоятелен албум на Борис Дали, озаглавен В центъра на купона.

### 2008 – 13:„Борис Дали 2013“
През зимата Борис Дали представя песента „Грешник“.
2009 г. Първата песен, която представя певецът е „Няма време“, която изтича в интернет, а видеоклипът се появява в началото на месец май. През лятото певецът представя втора версия на песента „В центъра на купона“ – „В центъра на купона 2“. Следващата песен, която представя Борис Дали е „Бързо ли говоря“, която е в дует с Преслава. Песента предизвиква голям успех в класациите. Певецът се изявява на турнето „Планета Дерби“ 2009 за трети пореден път. През есента Борис Дали представя видеоклип, към най-новата си песен, озаглавена „Не си прави труда“. В клипа участва Николета Лозанова. През зимата Борис Дали представя песента „Хищница“. По време на коледните празници Борис Дали представя песента „Сделка с тъгата“ с ТВ версия.
2010 г. На 11 март Музикална компания Пайнер стартира нов кастинг за изпълнители, който ще продължи до 31 май. Кастингът ще се провежда на два етапа: изпълнение с оркестър, и студийно прослушване. Борис Дали заедно с Мария и Илиян бяха журито. През пролетта изпълнителят представя песента „Помощ от приятел“. Във видеото Борис Дали си партнира с модела Бориса Тютюнджиева. Песента предизвиква голям успех в класациите. На 21 май Борис Дали, Константин и Илиян представят видеоклип към песента „Палатка“. Във видеото участва и Преслава. Песента предизвиква голям успех в класациите. Борис Дали изпя „Пиян“ и „Палатка“ по случай 20 години „Пайнер Мюзик“ Борис Дали се изяви на турнето „Планета Дерби“ 2010. През лятото Борис Дали представя видеоклип към най-новата си песен – „Секси парче“. През декември певецът представя песента „Научи ли се“. На 20 декември в интернет изтича баладата без клип „Горчива самота“.
2011 г. Първата песен, която представя певецът е „По гръб“. През лятото Борис Дали представя песента „Обърка пътя“. През зимата Борис Дали и Андреа представят видеоклип към първата си дуетна песен, озаглавена „Едно“. Песента предизвиква голям успех в класациите.
2012 г. Борис Дали представи най-новата си песен с видеоклип, озаглавена „Дай ми“. В началото на месец април излиза песента „В ръцете“. През лятото певецът представя видеоклип, към най-новата си песен „Drink & Drive“. На 4 октомври Борис Дали и Преслава представят видеоклип към дуетното си парче, озаглавено „Правено е с друг“. На 12 Годишни музикални награди Борис Дали печели награда за „Артистично присъствие във видеоклип“ за песента „Drink & Drive“.
2013 г. Видеоклипът към съвместното парче на Борис Дали, Галена и Преслава е към песента „Бутилка“. Песента предизвиква голям успех в класациите. Борис Дали представи новата си песен „Интересът ми се вдигна“ на концерта по случай връчването на музикалните награди на телевизия „Планета“. През пролетта излиза третият самостоятелен албум на певеца, озаглавен Борис Дали, който е представен в два варианта – CD и специално „Deluxe“ издание – CD и DVD.

### 2013 – 18:„Младо момче“и настояще
През лятото излиза видеоклипът към песента „Ти реши“. Песента предизвиква голям успех в класациите. През есента Борис Дали представя видеоклип към песента „Още искам те“. В края на годината излизат златните хитове на Пайнер. Борис Дали излиза под номер 21. Дискът съдържа най-големите хитове на певеца през последните години. По време на Коледните и новогодишните празници Борис Дали представя две песни: „Попитай сърцето си“ и „Не е късно“, които са включени в последния албум на певеца Борис Дали.
2014 г. Борис Дали, който бе водещ на Годишните награди на Планета ТВ, се представи и в концертната част на церемонията като поднесе на феновете една от новите си песни, чието заглавие е „Пускай филма“. В края на месец април Андреа изпя песента на Борис Дали „Ти реши“ в която се включва и Галин. Новото видео на Борис Дали към „Ще си говорим пак“ направи своята видеопремиера на 20 май. В песента участие взе и Галена. Сред участниците в клипа е Краси – големият син на певеца. Малкият играе ролята на своя баща като малък. Красавиците, които партнират на Борето са „Мис Плеймейт 2013“ – Елена Кучкова и една млада актриса – Александрина Янкова. Певецът се изявява на турнето „Планета Лято 2014“. Младо момче е първият самостоятелен фолклорен албум, който издава певец, популярен като попфолк изпълнител. Новият проект на Борис Дали е озаглавен „Ти така пожела“ и излезе на 27 октомври. Във видеото участие взе и актрисата Александрина Янкова. Видеото към „К'во става тука“ на Теди Александрова и Борис Дали направи своята видеопремиера на 10 ноември. Борис Дали представи песента „Удари“ в празничната програма на телевизия „Планета“. На 13 Годишни музикални награди Борис Дали спечели награда за „Фолклорен албум на 2014“-„Младо момче“.
2015 г. Борис Дали представи „Ти не харчиш“ за първи път пред зрителите в концерта за Годишните награди на Планета ТВ. В песента с вокали се включва Теди Александрова, а видеоклипът се появява на 27 март. Борис Дали изпя „Младо момче“ по случай 25 Години Пайнер, концертът се проведе в Стара Загора на Летния театър. Новата песен на Борис Дали е с участието на Галена и Галин. Видеоклипът към „Барабанче“ излезе на 8 юли. На 30 октомври излиза новият видеоклип на Магда, към песента „Хищници“ в която участие взе и Борис Дали. Първият дует на Борис Дали и Емилия е факт. Видеоклипът към „Обичай ме“ излезе на 12 декември.
2016 г. На 20 март сръбските изпълнители Мирослав Илич и Шабан Шаулич изнасят концерт в зала Арена Армеец София, където участие взеха Борис Дали и Емилия. На 28 април е промотирана песента и видеоклипът „Аз избрах“. На 31 май по случай концерта с който оркестър „Орфей“ официално отпразнува 35-а си годишнина. Борис Дали бе гост изпълнител. Този път той заложи на „Свири мандолино“ и „Посрещай гости“. В разгара на лятото излиза парчето „Ламята“, в което участва Цветелина Янева.
2017 г. На 17 март изпълнителят тръгва на турне в САЩ и Канада. Държавите и градовете, които Борис Дали трябва да посети са: Торонто, Тампа, Джорджия, Чикаго, Лас Вегас, Кейп Код и Сиатъл. В края на месец март излиза първият дует на Борис Дали с певицата Елена Велевска „Ще си моя“. През месец юни певецът представя песента „Някой богат“, в която участи взе Емилия. В разгара на лятото излиза триото с Теди Александрова и Живко Микс „Температура“. Борис Дали взе участие в дебютната песен на Валерия „Едно прости“. През декември певецът финализира годината с триото с Константин и Илиян „Гол“.
2018 г. В началото на месец март излиза триото с Ангел и Adnan Beats „Дай, Дай, Дай“. Във видеото участва певицата Крисия Д. През юли месец излиза самостоятелната му песен, която носи името „Милионер“. Във видеото към песента взимат участие брат му Велислав и баща му Орлин.

## Видеоклипове и иновации
През 2021 г. Борис Дали реализира първия български музикален видеоклип, заснет и публикуван в HDR (High Dynamic Range) формат. Проектът е към песента „Ревност“ и е режисиран от Исидор Карадимов. Видеото е заснето с кинокамера RED Monstro VV, използвана основно в холивудски продукции, което го прави не само първият HDR клип у нас, но и един от най-високотехнологичните български музикални проекти до момента.

## Дискография

### Студийни албуми
- Пак съм сам (2006)[7]
- В центъра на купона (2008)[16]
- Борис Дали (2013)[82]
- Младо момче (2014)[83]
- Аз избрах (2018)

## Турнета и самостоятелни концерти
Концерти зад граница
- Великобритания, Северна Македония, Италия, Испания, Англия[1]

Борис Дали участва в националното турне на Планета ТВ през 2007, 2008, 2009, 2010 и 2014 г.
През 2024 г. е сред изпълнителите в тричасовия концерт „Златни хитове“ в Арена София.

## Награди
Годишни награди на ТВ „Планета“
| Година | Получател       | Награда                                          |
| ------ | --------------- | ------------------------------------------------ |
| 2005   | Борис Дали      | Дебют на годината                                |
| 2006   | Борис Дали      | Най-прогресиращ изпълнител                       |
| 2006   | Борис Дали      | Мистър Планета                                   |
| 2006   | Борис Дали      | Награда на сп. „Нов фолк“ с Преслава             |
| 2007   | Борис Дали      | Най-предпочитан изпълнител в Планета Пайнер Клуб |
| 2010   | „Палатка“       | Песен на годината                                |
| 2011   | „Едно“          | Дуетна песен на годината – с Андреа              |
| 2012   | „Drink & Drive“ | Артистично присъствие във видеоклип              |
| 2014   | „Младо момче“   | Фолклорен албум на 2014                          |
| 2015   | „Обичай ме“     | Баладичен хит на 2015 – с Емилия                 |

Други награди
| Година | Получател          | Награда                                                                   |
| ------ | ------------------ | ------------------------------------------------------------------------- |
| 2005   | „Балканска орисия“ | [Награда на журито Скопски филанги]                                       |
| 2005   | „Балканска орисия“ | Награда на сп. Фолк парад [Пирин фолк]                                    |
| 2006   | Борис Дали         | Награда за интерпретация [Фолк фест Валандово, Македония]                 |
| 2006   | Борис Дали         | Най-проспериращ изпълнител [Годишни награди на „Нов фолк“]                |
| 2006   | „Пак съм сам“      | Дебютен албум [Годишни награди на „Нов фолк“]                             |
| 2006   | „Пиян“             | Кавърверсия на годината [Годишни награди на „Нов фолк“]                   |
| 2006   | „Първи в сърцето“  | Дуетна песен – с Преслава [Годишни награди на „Нов фолк“]                 |
| 2006   | Борис Дали         | [Пирин фолк]                                                              |
| 2007   | „Хайдушка жалба“   | 2 Място за авторска песен [Пирин фолк]                                    |
| 2010   | Борис Дали         | Вокална формация на годината [Годишни награди на „Нов фолк“]              |
| 2011   | „Едно“             | Дуетна кавърверсия на годината – с Андреа [Годишни награди на „Нов фолк“] |